# Carl Stör
Carl Stör (geb. 19. Juni 1814 in Stolberg im Harz; gest. 17. Januar 1889 in Weimar) war ein deutscher Violinist und Kapellmeister.

## Leben
Stör war von 1828 bis 1889 Mitglied der Weimarer Hofkapelle. Seit 1851 war Stör Musikdirektor und seit 1868 Kapellmeister. 15. August 1874 wurde er neben Eduard Lassen Hofkapellmeister. Stör war im Umkreis von Franz Liszt. Er gründete 1859 das dortige Abonnementkonzert. Nachdem Liszt die Leitung der Oper niederlegte, übernahm Stör diese. Stör gilt als Verkörperung des Weimarer Musikers im 19. Jahrhundert. Als Musikdirektor gestaltete Stör unter Liszts Leitung die Erfolge der Hofkapelle mit. Seine Karriere verlief allmählich. Sein Nachfolger wurde Richard Strauss 1889. Stör korrespondierte u. a. mit Giacomo Meyerbeer.